# کونگ لینگشوان
کونگ لینگشوان (انگلیسی: Kong Lingxuan؛ زادهٔ ) یک بازیکن تنیس روی میز است.